# Adam Horovitz
Adam Horovitz (Manhattan, Nueva York, 31 de octubre de 1966), también conocido como Ad-Rock, es un músico estadounidense, exmiembro de la banda Beastie Boys. Después de dejar su primera agrupación, "The Young and the Useless", Horovitz se unió a Michael "Mike D" Diamond  y Adam "MCA" Yauch para formar los Beastie Boys, teloneando a Madonna en su famosa gira Like a Virgin.
En la banda, Horovitz cumplía la función de guitarrista, escritor y, ocasionalmente, de maestro de ceremonias (M.C., por sus siglas en inglés), siempre influenciado por la fusión de punk y hip hop. Actualmente reside en Nueva York. Su padre es el dramaturgo y guionista Israel Horovitz. La película Author! Author! está basada en las vivencias de la familia Horovitz. Salió con las actrices Molly Ringwald (1986-1988) e Ione Skye, con quien estuvo casado entre 1992 y 1995. Desde 2006 está casado con la músico y activista feminista Kathleen Hanna.
Además de su faceta como músico, tuvo breve apariciones como actor, participando en las siguientes películas: Lost Angels (1989), A Kiss Before Dying (1991), Roadside Prophets (1992) y While We're Young (2014).
- Datos: Q349799
- Multimedia: Adam Horovitz / Q349799